# Gerd Voigt
Gerd Voigt (* 19. Dezember 1931 in Köthen; † 2003) war ein deutscher Historiker und Hochschullehrer.
Voigt wurde nach einem Studium der Geschichte und Philosophie an der Universität Leipzig 1967 an der Universität Halle mit einer Arbeit über den Osteuropahistoriker Otto Hoetzsch promoviert. 1986 habilitierte er sich mit einer Untersuchung zur deutschen Geschichtsschreibung über Russland. Er war Bereichsleiter an der Akademie der Wissenschaften der DDR.

## Schriften (Auswahl)
- Otto Hoetzsch. 1876–1946. Wissenschaft und Politik im Leben eines deutschen Historikers (= Quellen und Studien zur Geschichte Osteuropas. Bd. 21). Akademie-Verlag, Berlin 1978 (u.d. Titel: Otto Hoetzsch 1876–1946. Ein biographischer Beitrag zur Geschichte der deutschen Osteuropakunde. Dissertation, Universität Halle, 1967).
- Rußland in der deutschen Geschichtsschreibung. 1843–1945. Akademie-Verlag, Berlin 1994 (u.d. Titel: Die deutschen Rußlandhistoriker 1843 bis 1933. Dissertation B, Humboldt-Universität Berlin, 1986).
- (Hrsg.) Martin Winkler: Zwischen Moskau und Archangelsk. Meine erste Reise in der Sowjetunion im Jahre 1924. Edition Ost, Berlin 1996.